# Gilgames és Agga
A Gilgames és Agga című, 115 soros eposz az uruki epikus ciklus része, feltehetően a Gilgames-eposzba összefűzött Gilgames-ciklus legkorábbi darabja. A szövegelemzés alapján az i. e. 2. évezred elején jegyezte le egy sumer írnok. Főszereplői Gilgames, Uruk királya és Agga, Kis királya. A későbbi Gilgames-történetektől eltérően ebben az elbeszélésben egyetlen isten, vagy isteni beavatkozás sincsen, szereplői sem héroszok, hanem egyszerű földi királyok és hadvezérek. Ez tovább erősíti azt a feltevést, hogy a Gilgames-ciklus archaikus darabjáról van szó. Ugyanakkor a mítosszá válás első lépéseit már megtette: Gilgames neve a szövegben nem a dis (𒐕 „férfi”) vagy bármilyen más uralkodásra utaló determinatívummal szerepel, hanem kizárólag az istent megillető dingir (𒀭) értelmező jellel.
A szöveg tizenegy táblatöredéken maradt fenn. Ebből tízet Nippurban találtak meg. A tizenegyedik egy felújított változat, amelynek eredetije ismeretlen. Minden tábla az i. e. 2. évezred első felében íródott, maga a történet azonban jóval korábbi.

## Jelentősége
Ez a sumer vers egyik legrövidebb az összes sumer epikus történet közül, teljes egészében ismert, és összesen 115 sornyi szöveget tartalmaz. Annak ellenére, hogy rövid, több szempontból nagy jelentőséggel bír. Elsősorban a mitológiai motívumok hiánya feltűnő. Bár lehet úgy is értelmezni a középrészt, hogy Uruk városának építésében és erődítésében szerepet játszottak istenek, mégis ezen felül istennevek csak említés szintjén állnak. Másodsorban viszont jelentős történeti forrásértéke is van, mivel bizonyítja a sumer városállamok korai harcait. Harmadrészt politikatörténeti forrás is, mert a városkormányzás és a belső politikai élet részleteit is közli, rögzíti a két legrégebbi politikai gyűléstípust, a népgyűlést (harcosok, fiatalok, erős emberek) és a vének tanácsát.

## Tartalma
Agga, Kis királya, Mebarageszi fia követeket küld Urukba Gilgameshez. Gilgames a vénekhez fordul, előadja nekik a követek megadási felszólítását és tanácsot kér. A követek burkolt üzenete szerint Urukban befejezetlen kutak vannak, amelyeket mélyíteni kell és vízemelőkkel felszerelni. De már a kérdésében ott a válasza, hogy ő inkább harcolna Aggával. (1–8. sorok) A vének szerint valóban vannak befejezetlen kutak Urukban, és azokat át kell adni Kisnek, de semmiképp sem szabad Kissel harcolni. (9–14. sorok)
Gilgames, Kulaba ura azonban Inannába vetett bizalommal elutasítja a békés álláspontot, és a harcosok gyűlése előtt is feltette a kérdést. Ugyanazokat a szavakat használja előttük is, mint a vének előtt. (14–23. sorok) A fiatalság válasza az, hogy semmit sem adnak át Kisnek, hanem inkább fegyverrel mennek ellene. (23–29. sorok) Végül Uruk megerősítése mellett döntenek, amely munkában az istenek is segítenek, köztük An. Az Éanna közvetlenül az égből ereszkedik alá. (30–39. sorok)
Uruk harcos férfijai örültek a döntésnek, Gilgames szolgája, Enkidu is lelkesítette őket. (40–47. sorok) Tíz napnál tovább tartott, mire Agga serege megérkezett Uruk alá. Gilgames beszédet mondott harcosai előtt. Felajánlotta számukra a választás lehetőségét: vagy önként jelentkeznek az Agga elleni hadba, vagy Agga szolgái lehetnek. Egy Birhurtura nevű testőr szerint Agga beszéde zavaros, kimegy hozzá, hogy jobb belátásra bírja. (48–58. sorok) Birhurturát Agga rögtön elfogta, ahogy átment a kapun. A beszélgetésükben Birhurtura megpróbálja Aggát meggyőzni az ostrom abbahagyásáról. (59–81. sorok)
Birhurturát azonban megverték, az ostrom folytatódott. Gilgames a sáncra mászva vezette a védőket a városkapunál. Enkidu egyedül ment ki a kapun. A harcban betömődtek a csatornák, minden poros lett. Végül Agga elmenekült Uruk sáncai alól. (82–106. sorok) Végül Gilgames megköszöni az isteneknek, köztük Utunak és Annak segítségét, a harcosok helytállását és engedi Aggát szabadon elvonulni. (107–113. sorok)

## Elemei

### A „demokrácia”
A „kapu” vagy „kapuk” többszöri említése arra vezethető vissza, hogy az ősi sumer városok területi és igazgatási tagolódása is a kapuk szerint történt. „Kapunak” nevezték a városnegyedek (babtu) népgyűléseit is. Gilgamest a későbbi, a 12 táblás eposzban zsarnokként írják le. Ennek a történetnek egyik tanulságaként általában a korai, primitív demokráciát említik. A népgyűlések más eposzokban és mítoszokban is feltűnnek, mint az Enúma elis, azonban a döntések sokszor inkább jól előkészített közfelkiáltásoknak tűnnek. Így ebben az eposzban is. Miután a vének nem Gilgames elképzelésének megfelelő döntést hoztak, a harcosok gyűléséhez fordul, akik velük ellentétben inkább harcolnának. A történet ilyen módon megkettőzi a tanácskozást, és Gilgames az elsőben az enszi, a másodikban a lugal szerepét kapja.

### Uruk és Kis viszonya
Az eposz második feléből – bár homályosan, de – az világlik ki, hogy Urukban éhínség pusztított, amelyből Agga segítette ki a várost. Ennek fejében a város kormányzását a vének Aggára bízhatták, amelyet azonban a Gilgames-vezette harcosok nem akartak tudomásul venni. A szöveg elején említett követjárás valószínűleg ennek következtében történt. A Gilgames által a két gyűlés előtt előadott szöveg is arra utal, hogy Uruk öntözőrendszere, kútjai rossz állapotban, félkészen voltak, ezért gyenge lehetett a termés, Agga esetleg felszólította Urukot több csatorna és kút ásására.
A befejezés – miszerint Gilgames hazaküldte Aggát sértetlenül – is annak a hálának tudható be, amelyet Uruk egyébként érzett a kisi király (herceg?) iránt, de ez a hálaérzés nem akadályozta meg a várost abban, hogy függetlenségét megvédje.

## A szöveg
| eredeti sumer szöveg átírása | magyarul |
| --- | --- |
| 1 LU2 kig2-gi4-a ag-ga DUMU en-me-barag-ge4-si-ke4 2 KIŠki-ta Dgil-ga-meš2 UNUGki-še3 mu-un-ši-re7-eš 3 Dgil-ga-meš2 IGI ab-ba IRIki-na-še3 4 INIM ba-an-gar INIM i3-kig2-kig2-e 5 tul2 til-le-da tul2 KALAM til-til-le-da 6 tul2 nig2-ban3-da KALAM til-til-le-da 7 tul2 BURU3-da eš2-la2 til-til-le-da 8 e2 KIŠki-še3 gu2 nam-ba-an-ga2-ga2-an-de3-en gišTUKUL nam-ba-an-sig3-ge-en-de3-en (vagy ga-am3-ma-ig3-ge-en-de3-en) | Enmebarageszi fia, Agga követei Kisből jöttek Gilgameshez Urukba. Gilgames előterjesztette az ügyet városának idősebbjei előtt, óvatosan választja meg szavait: „A kutak elkészültek, az Ország sok kútja már befejezett; Az Ország sekély kútjai elkészültek már, a kutak kimélyítettek és a felhúzó a töltéshez igazított. Nem hódolunk Kis házának! {Nem verjük le fegyverekkel?} {Sújtsuk azt fegyverekkel!}” |

| 9 UNKEN gar-ra ab-ba iri-na-ka 10 Dgil-ga-meš2 mu-na-ni-ib-gi4-gi4 11 tul2 til-le-da tul2 KALAM til-til-le-da 12 tul2 nig2-ban3-da KALAM til-til-le-da 13 tul2 BURU3-da eš2-la2 til-til-le-da 14 e2 KIŠki-še3 gu2 ga-am3-ga2-ga2-an-de3-en gištukul nam-ba-sig3-ge-en-de3-en (vagy gu2 nam-ba-ga2-ga2-an-de3-en [gištukul] ga-am3-ma-sig3-ge-en-de3-en) | Az összehívott gyűlésben, városának idősebbjei válaszoltak Gilgamesnek: „A kutak valóban elkészültek, az Ország sok kútja már befejezett; Az Ország sekély kútjait elkészítettük, a kutakat kimélyítettük és felhúzójuk a töltéshez igazított. {Így mi nem hódulunk be Kis házának. Mi nem verjük le fegyverekkel!} {Így mi nem hódolunk be Kis házának? Nem verjük le fegyverekkel?}” |

| 15 Dgil-ga-meš2 en kul-aba4ki-a-ke4 16 DINANA-ra nir gal2-la-e 17 INIM ab-ba iri-na-ke4 šag4-še3 nu-mu-na-gid2 18 kam-ma-še3 Dgil-ga-meš2 (vagy en kul-aba4ki-a-ke4) IGI GURUŠ IRIki-na-še3 19 INIM ba-an-gar INIM i3-kig2-kig2-e 20 tul2 til-le-da tul2 KALAM til-til-le-da 21 tul2 nig2-ban3-da KALAM til-til-le-da 22 tul2 buru3-da eš2-la2 til-til-le-da 23 e2 KIŠki-še3 gu2 nam-ba-an-gar-re-en-ze2-en gištukul nam-ba-an-sig3-ge-en-ze2-en (vagy gu2 /nam-ba-ga2-ga2-an-de3\-[en] /giš\tukul ga-am3-ma-sig3-/ge-en-de3-en\) | Gilgames, Kulaba ura bizalmát Inannába vetette és nem vette komolyan városa véneinek tanácsát. Gilgames {Kulaba ura} újra előterjesztette az ügyet, ezúttal városának erős férfiai előtt, óvatosan választja meg szavait: „A kutak elkészültek, az Ország sok kútja már befejezett; Az Ország kútjai elkészültek már, a kutakat kimélyítettük és felhúzóik a töltéshez igazítottak. {Ezelőtt soha nem hódoltatok Kis házának. Nem veritek le fegyverekkel? (Nem kellene azt nektek fegyverekkel leverni?} {Mi nem hódolunk be Kis házának. Sújtsuk azt fegyverekkel!}” |

| 24 UNKEN gar-ra GURUŠ IRIki-na-ka Dgil-ga-meš2 mu-na-ni-ib-gi4-gi4 25 gub-gub-bu-de3 tuš-tuš-u3-de3 26 DUMU LUGAL-la da ri-e-de3 27 zib2 anše dab5-dab5-be2-e-de3 28 a-ba zi-bi mu-un-tuku-e-še 29 e2 KIŠki-še3 gu2 nam-ba-an-gar-re-en-ze2-en DIŠTUKUL nam-ba-an-sig3-ge-en-de3-en | Az összehívott gyűlésen városának harcos (fiatal) férfiai válaszoltak Gilgamesnek: „Itt állunk engedelmesen (őrségben?) és ülünk (a tanácsban) érdeklődéssel, a király fiát kísérjük és örökké fogjuk a szamár gyeplőjét – Kinek van ennyi lélegzete?” – ahogy szokás mondani. „Ti, idős férfiak (vének), nem kellene meghódolni Kis házának! Mi fiatal férfiak (harcosok) ne verjük azt le fegyverekkel?” |

| 30 UNUGki giš-kig2-ti DINGIR-re-e-ne-ke4 31 E2-an-na É2 an-ta ed3-de3 32 DINGIR GAL.GAL-e-ne me-dim2-bi ba-an-ak-eš-am3 33 BAD3 GAL bad3 an-ne2 ki us2-sa (vagy MURU9 ki us2-sa-a-ba) 34 ki-tuš mah an-ne2 gar-ra-ni (vagy gar-ra-a-ba) 35 SAG mu-e-sig10 za-e LUGAL ur-sag-bi 36 SAG LUM.LUM NUN an-ne2 ki ag2 37 du-a-ni-ta a-gin7 ni2 ba-an-teg3 38 ERIN2-bi al-tur a-ga-bi-ta al-bir-re 39 LU2-be2-ne IGI nu-mu-un-da-ru-gu2-uš | A nagy istenek készítették Uruk alapjait, az istenek keze munkája és a mennyből alászállt Éanna, a templom. Te ügyelsz {a nagy bástyára, a nagy bástyára amit Anu alapozott} {annak nagy bástyája, felhők pihenője a földön}, a fenséges lakóhely, amit Anu alapított. Te vagy annak harcos királya, egy nagy (erős) ember, Anu szeretett hercege. Mikor Agga jön, mennyi rettegésben lesz része, hogy hadserege kicsi és hátul szétszórt. (Agga) emberei képtelenek lesznek szembeszállni velünk. |

| 40 ud-bi-a Dgil-ga-meš2 EN kul-aba4ki-ke4 41 INIM GURUŠ iri-na-še3 šag4-ga-ni an-hul2 ur5-ra-ni ba-an-zalag 42 ŠUBUR-a-ni en-ki-du10-ra gu3 mu-na-de2-e 43 ne-še3 GIŠŠU-kar2 a2 me3 sa he2-em-mi-gi4 44 DIŠTUKUL me3 a2-zu-še3 he2-em-mi-gi4 45 ni2 GAL me-lem4-ma he2-em-dim2-dim2-e 46 e-ne du-a-ni-ta ni2 GAL-gu10 he2-eb-šu2 47 dim2-ma-ni he2-suh3 GALGA-a-ni he2-bir-re | Akkor Gilgames, Kulaba ura, megörült városának harcosai tanácsának és felderült a lelke. Szólította szolgáját, Enkidut: „Ezért gyerünk, a fegyvereket, a csata fegyverei legyenek készen gyorsan. A csatabuzogányt hagyd, hogy visszatérjen a te oldaladra. Nagy rémületet és fényességet keltenek (a fegyverek). Amikor ő jön, az én nagy rettenetességem legyőzi őt. Gondolkodása zavarodottá válik és az ítélőképessége (is) összezavarodik. |

| 48 ud nu5-am3 ud nu10-am3 49 ag-ga DUMU en-me-barag-ge4-si-ke4 UNUGki zag-ga ba-an-dab5-be2-eš 50 UNUGki-ga dim2-ma-bi ba-an-suh3 51 Dgil-ga-meš2 en kul-aba4ki-ke4 52 ur-sag-be2-ne-er gu3 mu-ne-de2-e 53 ur-sag-gu10-ne igi mu-un-suh-suh-u3-ne (alt.: zag3-zag3-en-ze2-en) 54 šag4-tuku he2-en-zi-zi-i ag-ga-še3 ga-an-ši-gen (alt.: ga-an-gi4) | Nem öt, nem tíz nap telt el, mire Agga, Enmebarageszi fia megostromolta Urukot az ő harcosaival. Uruk összezavarodott. Gilgames, Kulaba ura, megszólította Uruk harcosait: „{Harcosaim, lesz választás} {Harcosaim, válasszatok!} Gyerünk valaki önkéntes bátorsággal” {„Elmegyek Aggához”} {és elküldöm őt Aggához}. |

| 55 BIR.HUR-tur-ra lu2-sag LUGAL-a-ni 56 LUGAL-a-ni-ir za3-mi2 mu-un-na-ab-be2 57 (LUGAL.GU10?) ge26-e ag-ga-še3 ga-an-ši-gen (vagy /ga\-na-gud-gu4-ud) 58 dim2-ma-ni he2-suh3 GALGA-a-ni he2-bir-re | Birhurturra, az ő királyi (test)őre, csodálattal beszélt királyához: „{Királyom} én el-{megyek} {megy büszkén(?)} Aggához, úgy hogy gondolkodását és ítélőképességét megzavarjam. |

| 59 BIR.HUR-tur-ra abul-la ba-ra-ed2 60 BIR.HUR-tur-ra abul-la ed2-da-ni 61 ka2 abul-la-ka mu-ni-in-dab5-be2-eš 62 BIR.HUR-tur-ra sukuḫ-ra2-ni mu-ni-in-kum-kum-ne 63 IGI ag-ga-še3 mu-ni-in-teg3? 64 ag-ga-še3 GU3 mu-na-de2-e 65 INIM-ma-ni nu-un-til zabar-dab5 UNUGki-ga-ke4 bad3-še3 im-me-ed3-de3 66 bad3-da gu2-na im-ma-an-la2 67 ag-ga IGI im-ma-ni-in-du8 68 BIR.HUR-tur-ra gu3 mu-na-de2-e 69 ARAD2 LU2-še LUGAL-zu-u3 | Birhurturra kiment át a városkapun. Rögtön, amint átment a városkapun, elfogták a kapu bejáratánál, és akkor hosszan ütötték Birhurturra testét. Megérkezett Agga színe elé és beszélt hozzá. Mielőtt befejezte a beszédet, egy tiszt Urukból felmászott a bástyára és kihajolt át a bástyán. Agga látta és szólt Birhurturrához: „Rabszolga, az a férfi a királyod?” |

| 70 LU2-še LUGAL-gu10 in-nu 71 /LU2\-še LUGAL-gu10 he2-me-a 72 SAG-ki huš-a-ni he2-me-a 73 IGI alim-ma-ka-ni he2-me-a 74 sun4! na4za-gin3-na-ka-a-ni he2-me-a 75 šu-si SAG9-ga-ni he2-me-a 76 šar2-ra la-ba-an-šub-bu-uš šar2-ra la-ba-an-zig3-ge-eš 77 šar2-ra sahar-ra la-ba-an-da-šar2-re-eš 78 kur-kur du3-a-bi la-ba-an-da-šu2-a 79 ka ma-da-ka sahar-ra la-ba-da-an-si 80 si DIŠma2-gur8-ra-ka la-ba-ra-an-kud 81 ag-ga LUGAL KIŠki-a šag4 ERIN2-na-ka-ni šaga-a la-ba-ni-in-ak | „Az a férfi nem az én királyom! Hogy lenne az a férfi az én királyom, hogy lenne az az ő dühös szemöldöke, hogy lennék azok az ő bölényszemei, hogy lenne az ő lapis lazuli szakálla, hogy lennének azok az ő finom ujjai? Őt nem hangolná le a tömeg, őt nem izgatná fel(?) a tömeg, a sokaság nem piszkítaná be porral, nem lenne minden nemzet legyőzött! Az ország csatornáinak torkolatai nem telnének meg hordalékkal, a bárkák orra nem lenne törött és ő nem ragadná meg Aggát, Kis királyát, hogy foglyul ejtse saját seregének közepében!” |

| 82 mu-ni-ib-ra-ra-ne mu-ni-ib-sig3-sig3-ge-ne 83 BIR.HUR-tur-re sukuḫ-ra2-ni mu-ni-in-kum-kum-ne 84 eger zabar-dab5 unugki-ga-ke4 Dgil-ga-meš2 bad3-še3 im-me-ed3-de3 85 ab-ba di4-di4-la2 kul-aba4ki-a-ke4 me-lem4 bi2-ib-šu2-šu2 86 GURUŠ UNUGki-ga-ke4 gištukul me3 a2-ne-ne bi2-in-si 87 GIŠIG abul-la-ka sila-ba bi2-in-gub 88 en-ki-du10 abul-la dili ba-ra-ed2 89 Dgil-ga-meš2 bad3-da gu2-na im-ma-an-la2 | Megütötték őt, megverték őt. Hosszan ütötték Birhurturra ép testét. Gilgames felmászott a bástyára az uruki tiszt után. Az ő ragyogása elárasztotta Kulaba fiataljait és öregjeit. Felfegyverezte Uruk erős testű férfiait csatabuzogánnyal és odaállította azokat a töltés útjára a városkapu ajtajánál. Csak Enkidu ment ki, át a városkapun. Gilgames kihajolt, át a bástyán. Agga felnézett, szemügyre vette őt: „Rabszolga, az a férfi a királyod?” |

| 90 IGI bar-re-da-ni ag-ga igi ba-ni-in-du8 91 ARAD2 LU2-še LUGAL-zu-u3 92 lu2-še LUGAL-gu10 i3-me-a 93 bi2-in-dug4-ga-gin7-nam 94 šar2-ra ba-an-šub-bu-uš šar2-ra ba-an-zig3-ge-eš 95 šar2-ra sahar-ra ba-an-da-šar2-re-eš 96 kur-kur du3-a-bi ba-an-da-šu2-am3 97 ka ma-da-ka sahar-ra ba-da-an-si 98 si GIŠMA2-gur8-ra-ke4 ba-/ra-an-kud\ 99 ag-ga LUGAL KIŠki-a šag4 erin2-na-ka-ni šaga-a ba-ni-in-ak (99A /GURUŠ\ UNUGki-ga-ke4 ERIN2-bi ḫ-/a\ ḫ /ba?\ ḫ) | „Az a férfi valóban az én királyom.” Ahogy ezt mondta, Gilgames hátrahagyta a tömeget, kiemelkedett a tömegből. A sokaság maszatos volt a portól, minden nemzetet legyőzött, az Ország csatornáinak torkolatai iszappal töltődtek (fel?), a bárkák orra törött volt és ő megragadta Aggát, Kis királyát, foglyul ejtette saját hadseregének közepén. {Uruk erős testű férfiai ... azt a hadsereget.} |

| 100 Dgil-ga-meš2 en kul-aba4ki-ke4 101 ag-ga-a GU3 mu-na-de2-e (vagy [ag]-ga-aš sa2 mu-na-ni!-/ib-be2\) 102 ag-ga UGULA-gu10 ag-ga nu-banda3-gu10 (102A[ag]-ga ENSI2-gu10 ag-ga /ŠAGINA.GU10\) 103 ag-ga ŠAGINA ERIN2-na-gu10 104 ag-ga ZI ma-/an-šum2\ ag-ga nam-til3 ma-an-šum2 105 ag-ga LU2 kar-ra ur2-ra bi2-in-tum2-mu 106 ag-ga MUŠEN kar-ra še bi2-ib-si-si | Gilgames, Kulaba ura {beszélt} {egészen közelről} Aggához: „Agga, felügyelőm, Agga, én hadnagyom {Agga, én kormányzóm, Agga én parancsnokom} Agga hadsereg parancsnokom! Agga lélegzetet adtál nekem, Agga életet adtál nekem, Agga tartottál mint menekültet az ő megragadásában, Agga gabonával gondoskodtál a menekülő madárról.” |

| 107 UNUGki giš-kig2-ti DINGIR-re-e-ne-ke4 108 bad3 GAL bad3 an-ne2 KI us2-sa (vagy MURU9 KI us2-/sa-a-ba\) 109 ki-tuš mah an-ne2 gar-ra-ni (vagy /gar-ra\-[a]-/ba\) 110 SAG mu-sig10 za-e LUGAL ur-sag-bi (vagy šu-gu10 /im-mi-ib-gi4\) 111 SAG LUM.LUM NUN an-ne2 KI AG2 112 IGI DUTU-še3 šu ud-bi-ta e-ra-an-gi4 113 ag-ga KIŠki-še3 šu ba-ni-in-ba (vagy ba-ni-in-bar) | {(Az erős testű (harcos) férfiak hangosan üdvözölték Gilgamest:) „Te ügyelsz Urukra, az istenek keze munkájára, a nagy bástyára, a bástyára, amit Anu alapozott, a fenséges lakóhelyre, melyet Anu alapított. Te vagy annak királya és harcosa, egy nagy ember, egy herceg, Anu kedveltje.” (Gilgames megszólította Aggát:) „Utu előtt a te korábbi jóindulatod ezennel neked visszafizettetett.”} {„Én ügyelek Urukra, az istenek keze munkájára, annak nagy bástyájára, a felhők pihenőhelyére a földön, annak fenséges lakóhelyére amit Anu alapított. A város visszafizeti a jóindulatot ami megmutatkozott felém. Utu előtt, a te korábbi jóindulatod ezennel visszafizettetett.”} Szabaddá tette Aggát, hogy visszatérjen Kisbe. |

| 114 Dgil-ga-meš2 en kul-aba4ki-a-ke4 115 za3-mi2-zu dug3-ga-am3 | Ó, Gilgames, Kulaba ura, édes dícsőíteni téged. |